# Compsophorus holerythrus
Compsophorus holerythrus là một loài tò vò trong họ Ichneumonidae.